# Bakka
Bakka o Baka o Bikka fou un faraó de la dinastia IV de l'antic Egipte que va regnar vers el 2435 al 2430 aC.
El seu nom d'Horus fou suposadament KahoroKai el seu Nebti fou Shero; el seu nom de Ra podria haver estat Baufreo Baka ('Bakare). Manethó l'esmenta com a Biqueris. Altres transcripcions del seu nom són: Bauefre, Baufra, Bicheres, Bicheris, Bikeres, Shero i Sheiru.
El seu regnat fou curt. El papir de Torí dona 7 anys a un rei el nom del qual està esborrat (està en una part feta malbé) que se situa entre Khefren i Micerinos.
La seva filiació no està clara. Podria ser germà de Khefren i fill de Khufu (es coneix un príncep anomenat Baufre), o bé fill de Djedefre i nebot de Khefren (es coneix un fill de Djedefre anomenat Baka). S'ha trobat una inscripció a la piràmide inacabada de Zawiet al-Arian amb el nom del rei i sembla que es llegeix com a Baka. La piràmide seria la seva obra destinada a temple funerari, i no es va acabar per la seva mort després d'uns set anys de regnat.
En ambdós casos, la successió passaria al més gran de la família sorgida del fundador Snefru. Si Baufre ja era mort, és possible que el següent en l'ordre successori fos el fill de Dejedefre. Si no era així, fou Baufre qui va assolir el tron. Això quadraria bé amb un curt regnat, car ja devia ser gran, però no exclou que un fill de Djedefre (Baka, en aquest cas) moris relativament jove, ja que molts fills dels reis havien mort joves o abans que els pares.
Al seu suposat temple funerari, la piràmide inacabada de Zawiet al-Arian, s'hi va trobar una tomba segellada amb guix, però el taüt estava buit, igual com havia passat amb el sarcòfag de Sekhemkhet. Se suposa que la tomba fou malmesa anys després de l'enterrament, segurament durant el primer període entremig, i fou restaurada durant l'Imperi nou. La mòmia degué ser transportada a un altre lloc.
El va succeir el seu cosí o nebot Menkaure (Micerinos).